# Adventures in Baby-Getting
"Adventures in Baby-Getting" é o terceiro episódio da vigésima quarta temporada do seriado de animação de comédia de situação "The Simpsons". Foi exibido primeiramente no Canadá através da rede CJON-DT em 21 de outubro de 2012, e originalmente pela FOX em 7 de outubro de 2012.

## Enredo
A negligência de Homer em tentar consertar uma torneira pingando faz com que a água se infiltre no subsolo e crie uma enorme caverna debaixo da praça da cidade. O terreno acaba ficando cheio de buracos, e Marge se acidenta na caverna ao cair no buraco com seu carro. Ela e as crianças conseguem sair, mas Marge não consegue recuperar seu carro. Sem um carro, Marge compra um novo, um Sensible Tissan, mas ela não gosta e não sabe por quê. Eventualmente, Homer começa a revelar a razão por trás da desaprovação do novo carro: Marge sente que o carro, como têm cinco assentos, acaba com suas chances de ter outro bebê, que ela secretamente queria ter. Apesar de Homer aprovar o desejo de Marge, sente que três crianças são o suficiente para ele. Homer e Marge descobrem que suas chances de ter um bebê ainda não existem, pela razão dos espermatozóides de Homer estarem mortos. No entanto, Moe revela que Homer vendeu alguns de seus espermas para a Clinica de Fertilidade de Shelbyville, em alguns anos atrás. Homer e Marge vão até a clínica, e Homer tenta desviar a atenção de Marge dirigindo o carro para outras rotas alternativas. Este plano falha, forçando-o a admitir seus verdadeiros sentimentos sobre um outro bebê com Marge, o que acaba irritando-a. Durante uma parada em um restaurante, no entanto, Homer observa uma família de seis integrantes, e descobre que o pai está se divertindo com a criança o mais nova dos quarto. Mudando sua opinião, ele e Marge retornam ao seu plano original e chegam na clínica. Marge fica horrorizada ao saber que Homer vendeu um lote de esperma para a clínica, resultando em um grande número de bebês semelhantes a Homer. Isto lhe obriga a dizer a Homer que provavelmente terá que esperar, e Homer concorda.
Em uma subtrama, Bart e Milhouse encontram uma mensagem de Lisa, que foi escrita em letra cursiva. Mais tarde, Nelson e Ralph encontram outra mensagem, também em letra cursiva. Sem êxito, o grupo tenta descobrir o que as mensagens significam. O Diretor Skinner também relata que Lisa desapareceu misteriosamente nos últimos dias, e resolve juntar-se com eles. Skinner deduz que o papel utilizado para ambas as mensagens só pertence ao diretor anterior da escola, Meredith Milgram. Os cinco visitam sua casa e encontram Lisa lá. Lisa revela que ela começou a aprender cursiva (Skinner diz que o orçamento Escola Primária de Springfield não pode pagar para ensinar os alunos a escrever letra cursiva) e que as duas mensagens eram frases para praticar. Bart e os outros meninos ficam chocados ao saber que a razão por trás deste mistério era uma classe depois da escola. O episódio termina com os créditos todos escritos em letra cursiva.

## Recepção
O episódio recebeu críticas mistas. Robert David Sullivan, do The A.V. Club deu ao episódio um "C", dizendo: "Depois do anual "Treehouse of Horror" e uma pausa para a World Series, Os Simpsons estão de volta com um episódio que não é tão amargo como a sua abertura da temporada, mas ainda é decepcionante e fino." Ele criticou especialmente a subtrama com Lisa, comentando que "[não] era mais engraçado do que se parece".

### Audiência
O episódio recebeu 2.6 pontos de audiência na demográfica 18-49, e foi assistido por 5.54 milhões de espectadores.